# Monzelfeld
Monzelfeld là một đô thị của Đức thuộc huyện Bernkastel-Wittlich. Đô thị Monzelfeld nằm ở Hunsruck bên bờ nam thung lũng sông Moselle, cự ly 2 km so với Bernkastel-Kues, trên khu vực có độ cao 450 m.
Đô thị này có diện tích 12,5 km². Dân số cuối năm 2006 là 1264 người. Trước đây là một khu vực nông nghiệp nhưng nay là nơi sinh sống của cư dân làm việc ở Bernkastel-Kues và Morbach. The main street of Monzelfeld is reminiscent of an old transport route passing through the village, 'Alte Poststrasse'. Các đơn vị giáp ranh là Longkamp và Morbach-Gonzerath.